# Receptory sigma
Receptory sigma, białka sigma – grupa białek o nieznanej funkcji, pierwotnie opisanych (błędnie) jako klasa receptorów opioidowych. Koncepcja roli białek sigma diametralnie się od tego czasu zmieniła. Badane są m.in. ze względu na ich domniemany udział w patogenezie różnych chorób neuropsychiatrycznych. Opisano dwa rodzaje tych białek, sigma-1 (σ1R) i sigma-2 (σ2R). Sigma-1 jest przezbłonowym białkiem chaperonowym siateczki śródplazmatycznej, kodowanym u człowieka przez gen SIGMAR1. Podlega ekspresji w różnych tkankach, szczególnie w tkance nerwowej. Gen białka sigma-2 został sklonowany i zidentyfikowany jako przezbłonowe białko siateczki endoplazmatycznej TMEM97, regulujące transporter steroli NPC1. Szereg leków psychotropowych ma powinowactwo do białek sigma, ale nie opracowano jak dotąd leku, który działałby przede wszystkim na nie.